# Pontpoint

Pontpoint este o comună în departamentul Oise, Franța. În 1 ianuarie 2022 avea o populație de 3.279 de locuitori.